# Injection de vinyle et corrosion

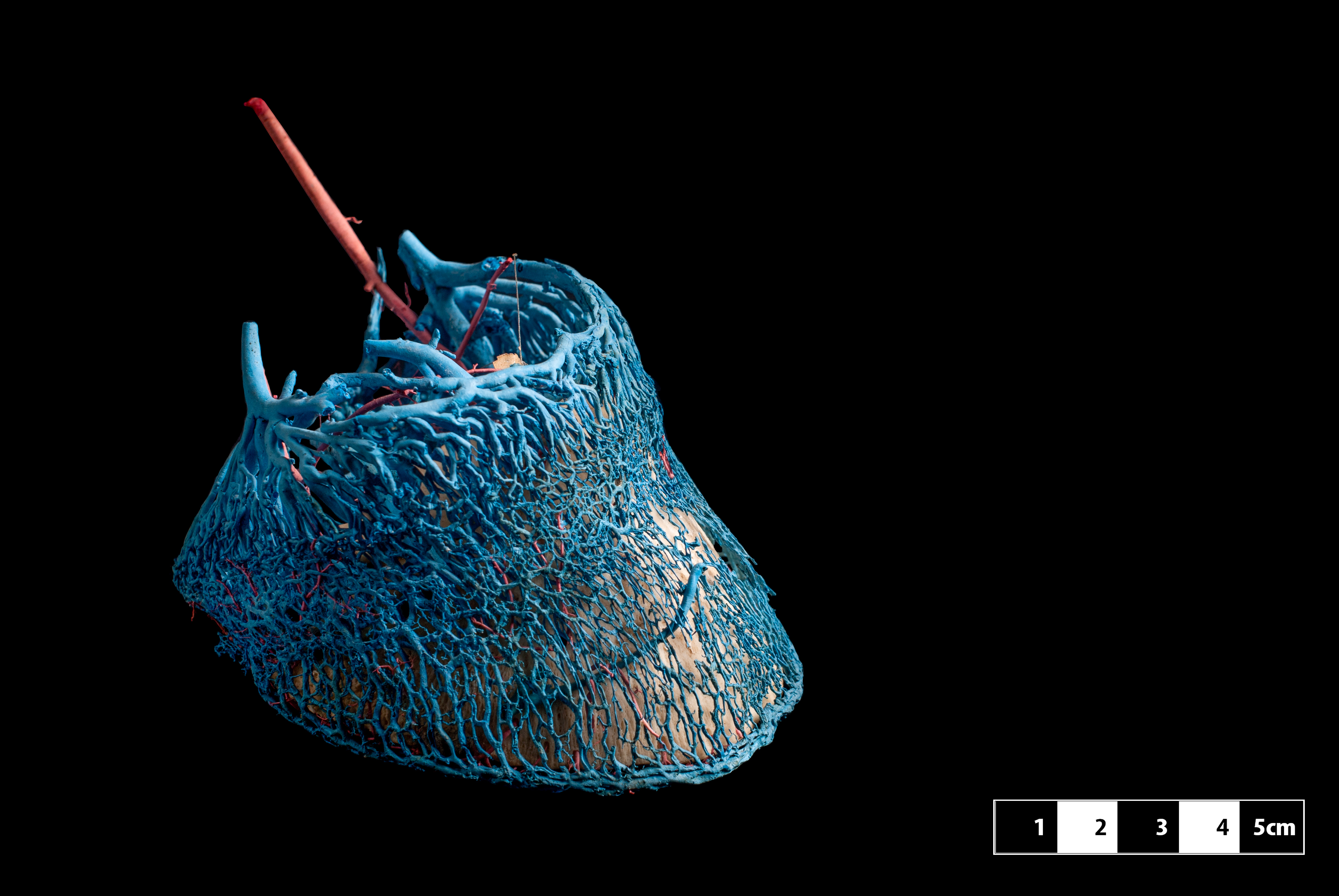
Pied de cheval à la suite de la technique de vinyle puis corrosion.

L'injection de vinyle et corrosion est une technique anatomique utilisée pour la visualisation du système circulatoire. Elle consiste dans le remplissage du système circulatoire avec de l'acétate de vinyle et de l'utilisation de la technique de corrosion pour le retrait de restes de matière organique. La technique de vinyle suivie de corrosion, en plus d'être peu coûteuse, garantit une longue période de conservation.
La technique de vinyle et corrosion permet surtout l'étude des vaisseaux sanguins. Elle est utilisée pour marquer le système circulatoire (artériel et veineux) avec l'utilisation de l'acétate de vinyle pré-pigmenté pour remplir les vaisseaux de la partie à être étudiée afin d'être en mesure de visualiser les systèmes veineux,.

## Galerie

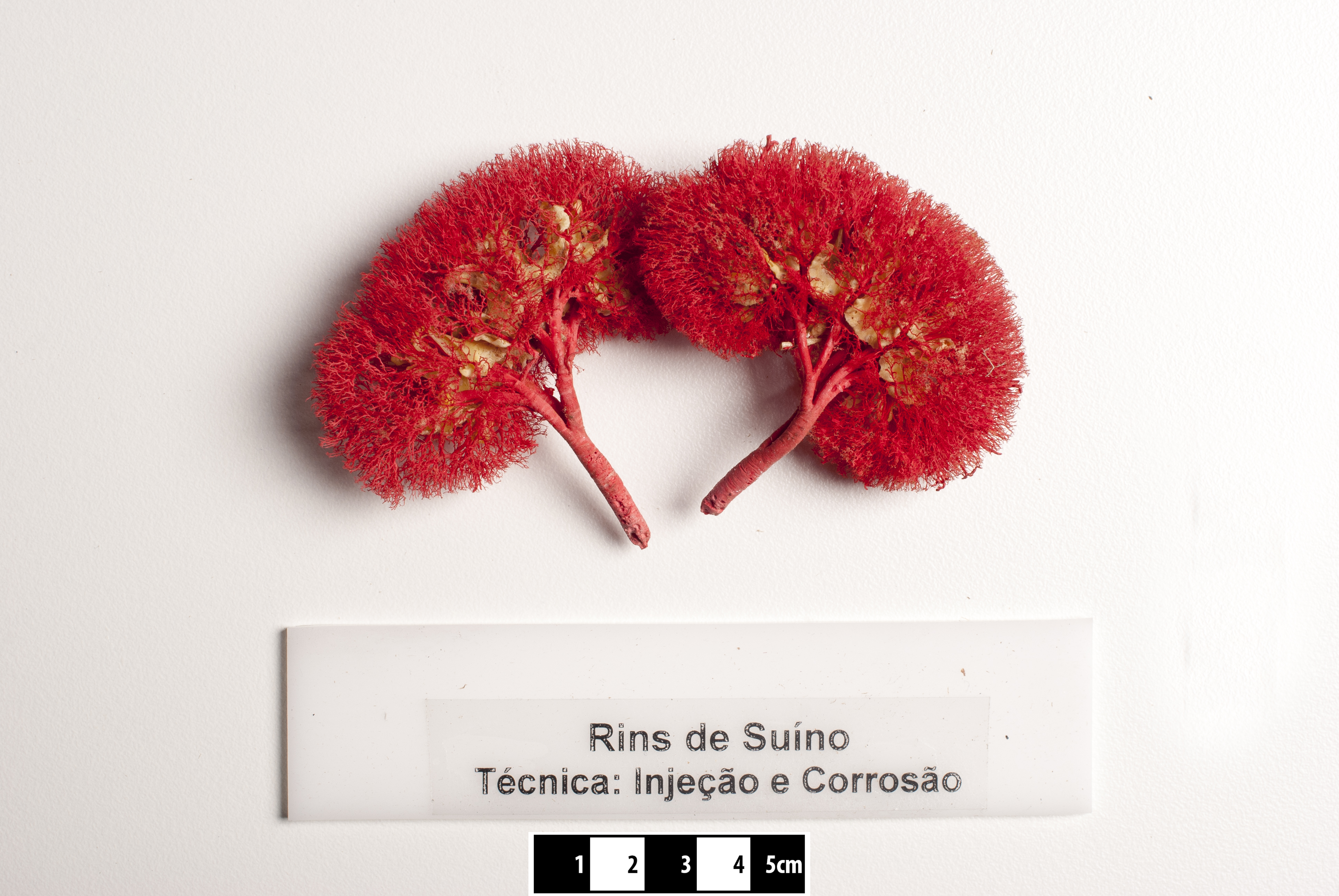
Reins de porc.
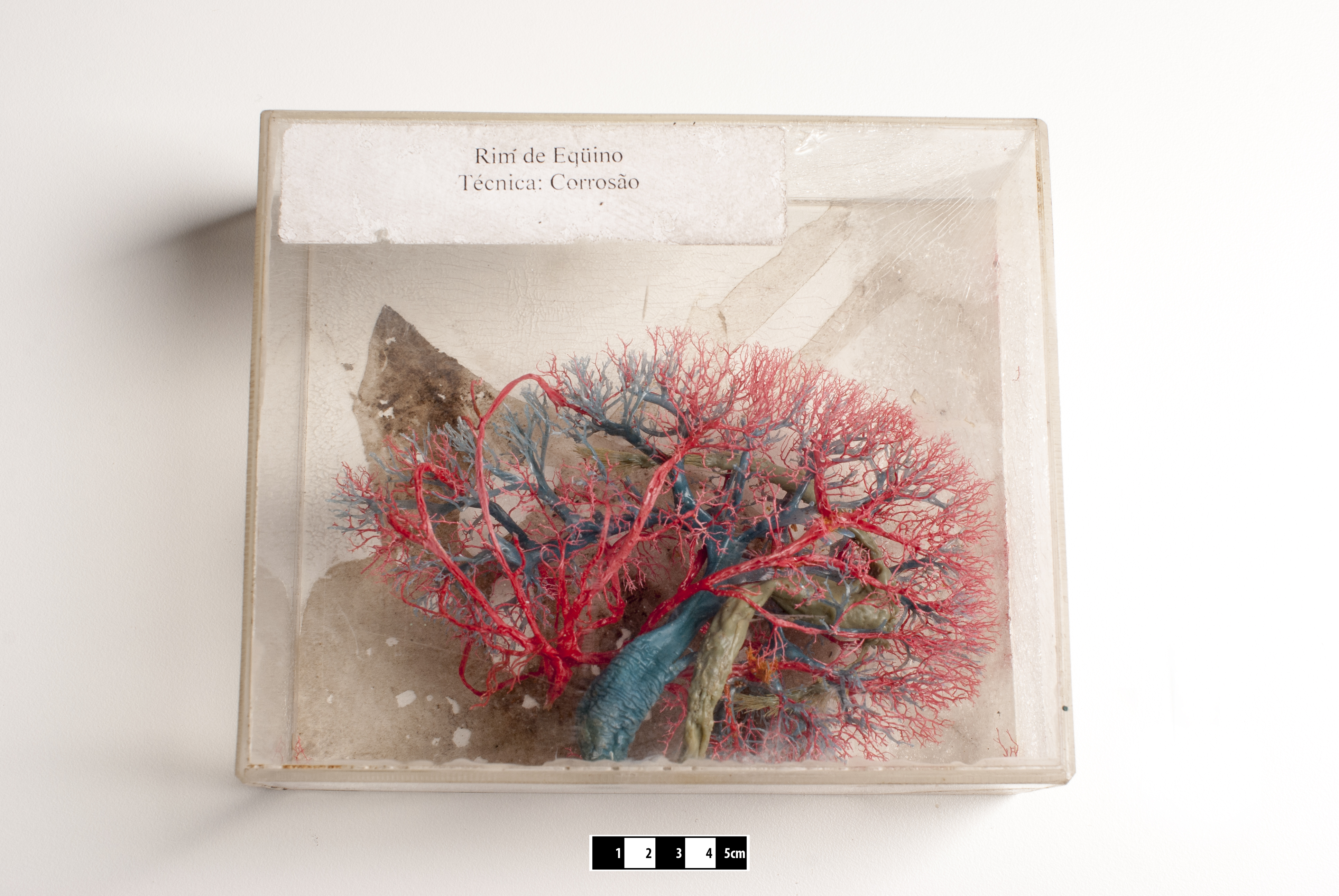
Reins de cheval.
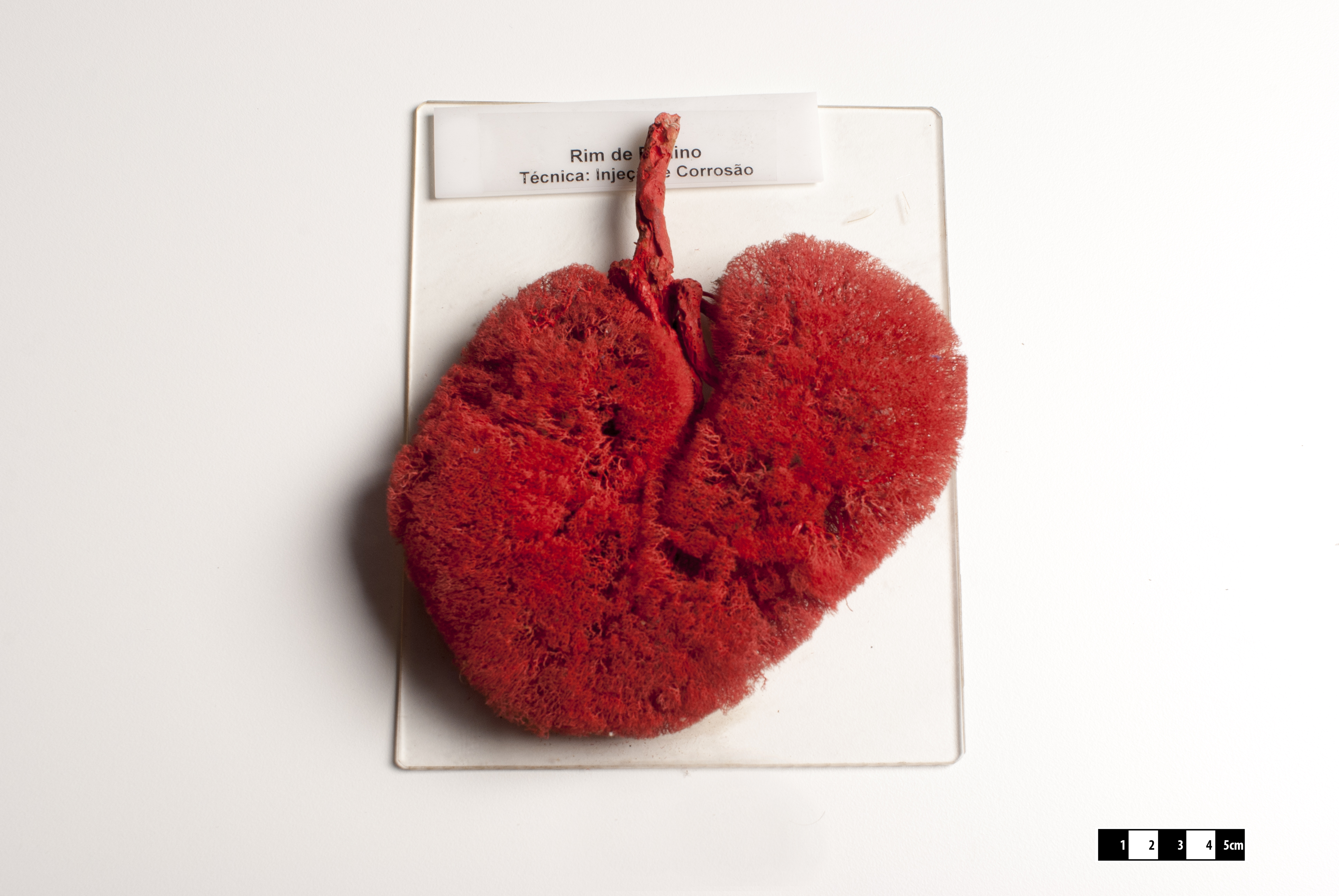
Reins de bœuf.
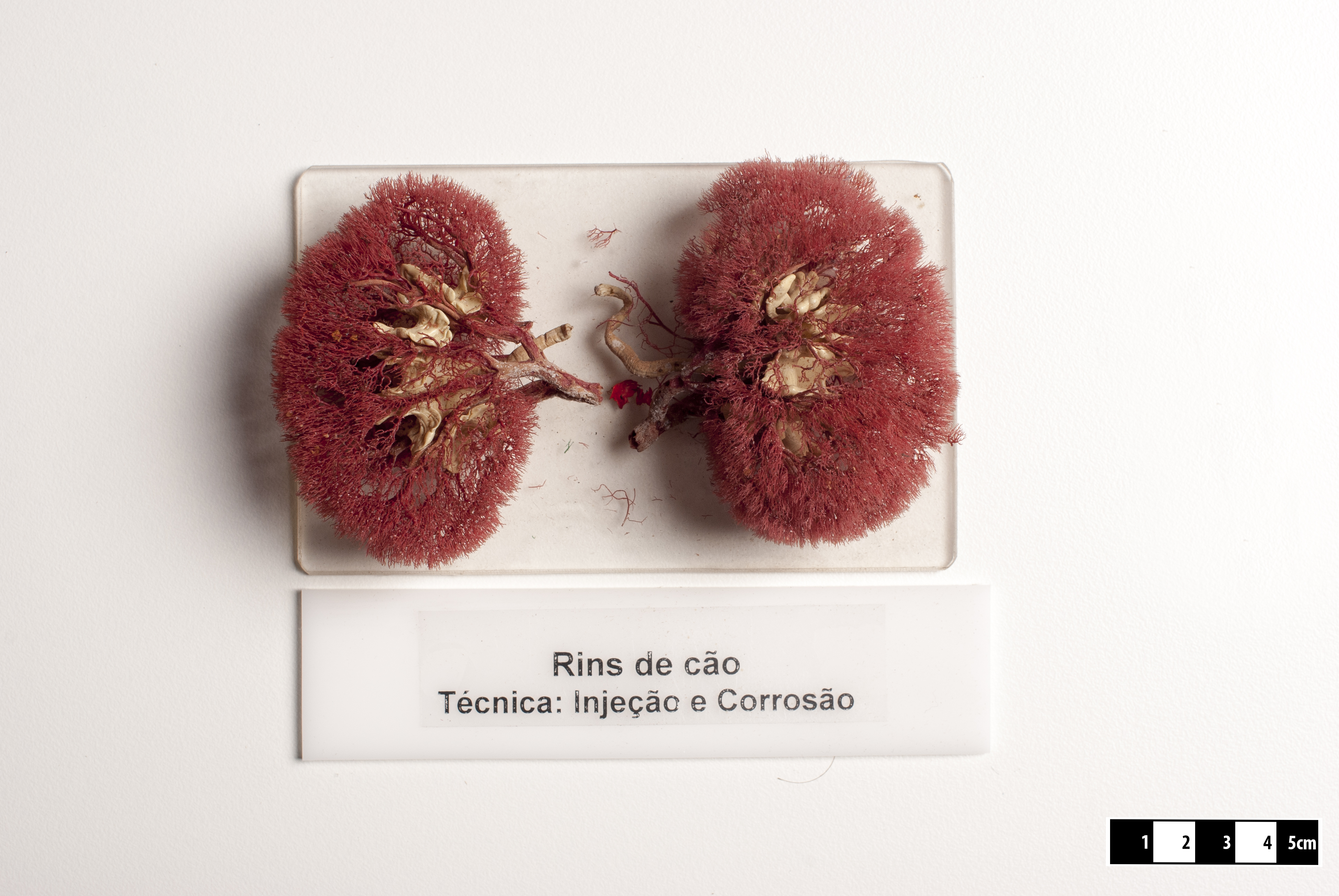
Reins de chien.
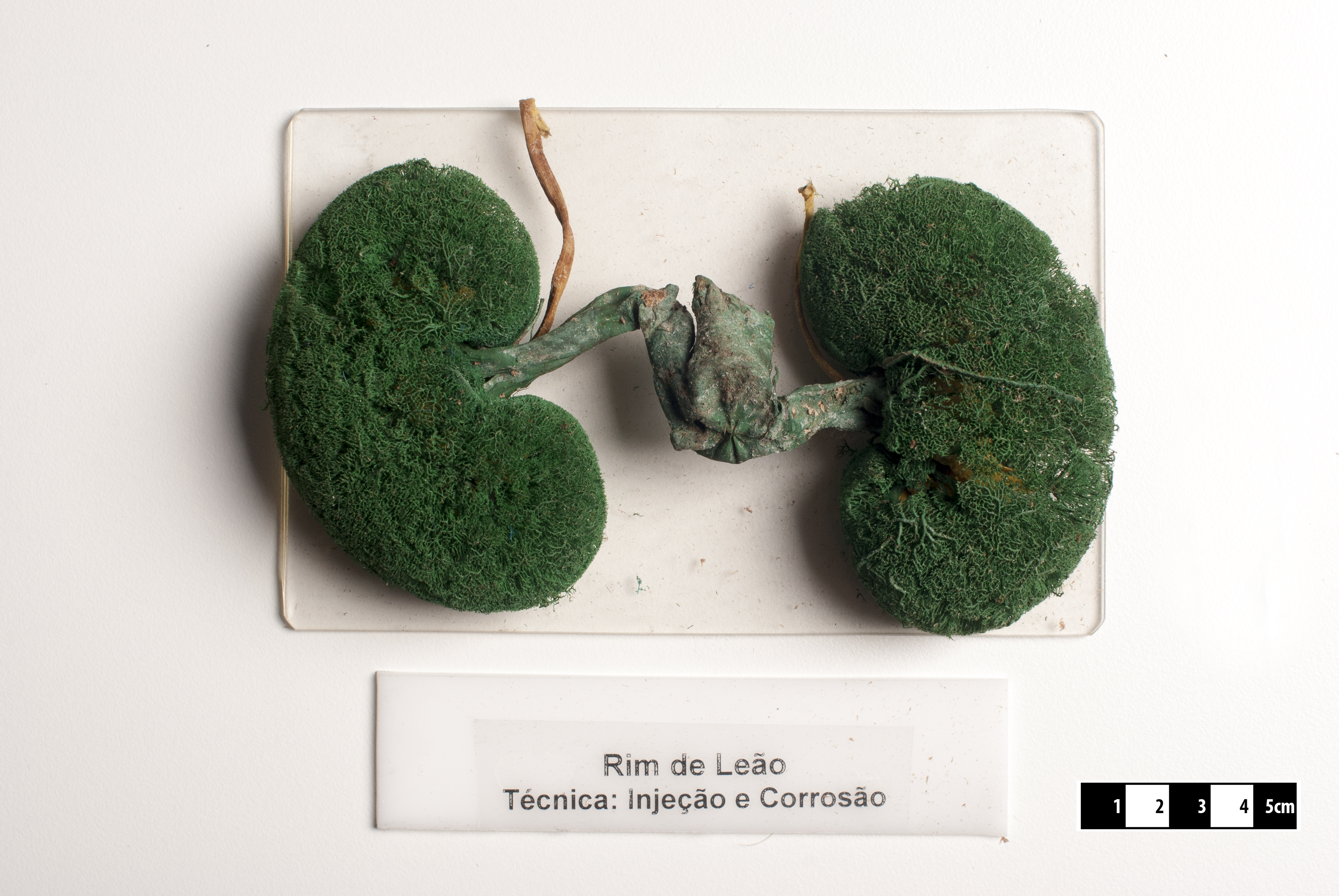
Reins de lion.